# Traïció (obra de teatre)
Traïció (en anglès original, Betrayal) és una obra de teatre escrita per Harold Pinter l'any 1978. Considerada críticament com una de les obres dramàtiques més importants del dramaturg anglès, presenta el seu diàleg característic de l'economia, les emocions ocultes i les motivacions velades dels personatges, i la seva superació competitiva, absorta en si mateixa, en salvar la cara, la deshonestedat i (auto)enganys. Ha estat traduït al català per Esteve Miralles per una representació de Carles Alfaro.

## Argument
Inspirada en la relació extramatrimonial clandestina de Pinter amb la presentadora de la BBC Television Joan Bakewell, que va durar set anys, des del 1962 fins al 1969, la trama de Traïció integra diferents permutacions de traïció relacionades amb una relació de set anys que va implicar una parella casada, Emma i Robert, i l' "amic íntim" de Robert, Jerry, que també està casat amb una dona anomenada Judith. Durant cinc anys en Jerry i l'Emma segueixen la seva aventura sense que Robert ni Judith ho sàpiguen, fins que l'Emma, sense dir-li a Jerry que ho ha fet, admet la seva infidelitat a Robert (en efecte, traint a Jerry), encara que continua el seu afer. El 1977, quatre anys després d'exposar l'aventura (el 1973) i dos anys després de la seva posterior ruptura (el 1975), l'Emma troba Jerry per dir-li que el seu matrimoni amb Robert s'ha acabat. Aleshores menteix Jerry dient-li que, "ahir a la nit", va haver de revelar la veritat a Robert i que ara sap de l'afer. La veritat, però, és que Robert coneix l'afer durant els últims quatre anys.
L'ús particular que fa Pinter de la cronologia inversa a l'hora d'estructurar la trama és innovador: les dues primeres escenes tenen lloc després que l'afer hagi acabat, el 1977; l'escena final acaba quan comença l'afer, l'any 1968; i, entre 1977 i 1968, les escenes de dos anys cabdals (1977 i 1973) avancen cronològicament. Com observa Roger Ebert, en la seva ressenya de la pel·lícula de 1983, basada en el guió del mateix Pinter, "L'estructura de la traïció despulla tot artifici. En aquesta visió, l'obra mostra, sense pietat, que la mateixa capacitat d'amor es basa de vegades en la traïció, no només els altres éssers estimats, sinó fins i tot nosaltres mateixos". Tot i així, a partir de la influència comentada freqüentment d'A la recerca del temps perdut de Proust i del treball de Pinter en "El guió de Proust" sobre Traïció de 1977, són possibles interpretacions més complexes emocionalment basades en l'accent en els moviments duals, un cap endavant en el temps calendari cap a la desil·lusió i un altre cap enrere. cap a la recuperació redemptora del temps, en cada obra.

## Representacions destacades
- National Theatre, Londres, 15 de novembre de 1978. Estrena.[5]
  - Direcció: Peter Hall.
  - Intèrprets: Penelope Wilton (Emma), Michael Gambon (Jerry), Daniel Massey (Robert).

- Trafalgar Theatre, Broadway, Nova York, 1980.
  - Direcció: Peter Hall.
  - Intèrprets: Blythe Danner (Emma), Raul Julia (Jerry), Roy Scheider (Robert).

- Théâtre Montparnasse, París, 1982. (Trahisons).
  - Direcció: Raymond Gérôme.
  - Intèrprets: Caroline Cellier (Emma), André Dussollier (Jerry), Sami Frey (Robert).

- American Airlines Theatre, Broadway, Nova York, 2000.[6]
  - Direcció: David Leveaux.
  - Intèrprets: Juliette Binoche (Emma), Liev Schreiber (Jerry), John Slattery (Robert).

- Théâtre de l'Atelier, París, 2000.
  - Direcció: David Leveaux.
  - Intèrprets: Marianne Basler (Emma), Bernard Yerlès (Jerry), Philippe Volter (Robert).

- Moma Teatre, València, 2002. (En català, Traïció)[7]
  - Direcció: Xavier Albertí
  - Intèrprets: Lina Lambert (Emma), Jordi Collet (Jerry), Pep Tosar (Robert).

- Donmar Warehouse, Londres, 2007.
  - Direcció: Roger Michell.
  - Intèrprets: Dervla Kirwan (Emma), Toby Stephens (Jerry), Samuel West (Robert).

- Teatro Español, Madrid, 2011.[8]
  - Direcció: María Fernández Ache.
  - Intèrprets: Cecilia Solaguren (Emma), Alberto San Juan (Nico), Will Keen (Robert).

- Comedy Theatre, Londres, 2011.
  - Direcció: Ian Rickson.
  - Intèrprets: Kristin Scott Thomas (Emma), Douglas Henshall (Jerry), Ben Miles (Robert).

- Piccolo Eliseo, Roma, 2011. (Tradimenti).
  - Direcció: Andrea Renzi.
  - Intèrprets: Nicoletta Braschi (Emma), Enrico Ianniello (Jerry), Tony Laudadio (Robert).

- Ethel Barrymore Theatre, Broadway, Nova York, 2013.
  - Direcció: Mike Nichols.
  - Intèrprets: Rachel Weisz (Emma), Rafe Spall (Jerry), Daniel Craig (Robert).

- Teatro Helénico, Ciutat de Mèxic,2012.
  - Direcció: Enrique Singer.
  - Intèrprets: Marina de Tavira (Emma), Juan Manuel Bernal (Jerry), Bruno Bichir (Robert).

- El Picadero, Buenos Aires, 2013.
  - Direcció: Ciro Zorzoli.
  - Intèrprets: Paola Krum (Emma), Daniel Hendler (Jerry), Diego Velázquez (Robert).

- Jacobs Theatre , Broadway, Nova York, 2019.
  - Direcció: Jamie Lloyd.
  - Intèrprets: Zawe Ashton (Emma), Charlie Cox (Jerry), Tom Hiddleston (Robert).